# ハドラマウト

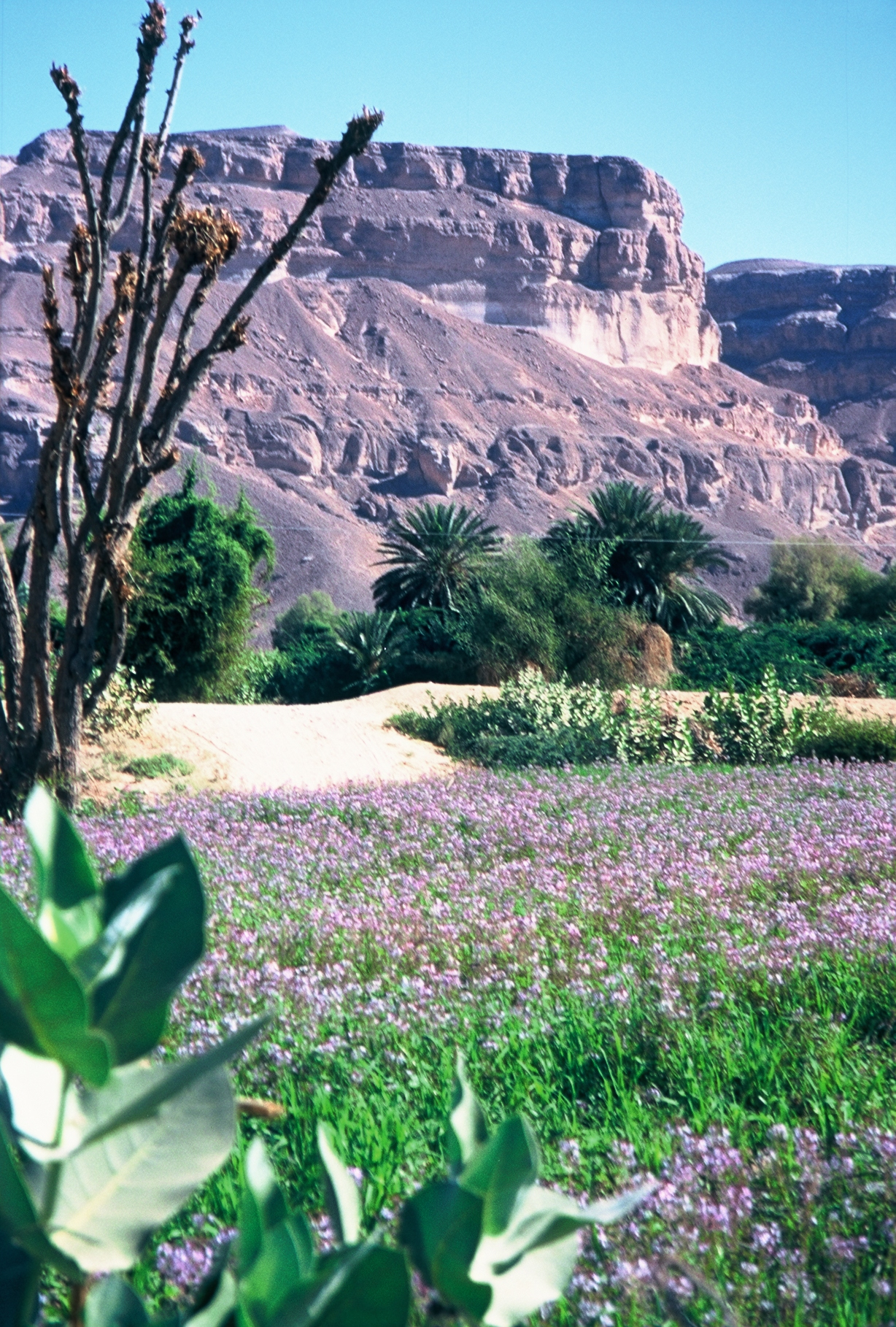
高原とワジ

ハドラマウト(アラビア語: حضرموت (Hadramawt), Hadhramaut)は、南アラビアの一地域で現在はイエメン共和国領となっている。歴史的には西側のシャブワ県、東側のアル＝マフラ県や、現オマーン領のズファール特別行政区（ズファール地方）も含む地域を指していた。

## 地理
アラビア半島の南端部の一角を占め、アラビア海に面する。東はオマーン、北はルブアルハリ砂漠を挟んでサウジアラビアのナジュド地方である。深いワジ（またはワーディー：涸谷）が広がる地形。
イエメン東部にあり、狭い海岸平野と断崖の上に広がる平均標高1370mの高原が広がる。北はルブアルハリ砂漠に緩やかに下る。高原を刻むワジのオアシスを中心に集落が形成されている。小麦、デーツ、ココナッツが栽培され、羊や山羊が飼われている。

## 歴史
シバームを王都とするハドラミ人のハドラマウト王国（紀元前8世紀 - 3世紀）が栄えた。イスラム以前の時代からアラブ人による王国も存在し、交易の中継地として栄えた。
イスラム受容後は、イエメンに起こった諸王朝（ラスール朝）やイエメンを中心に活動するザイド派のイマーム（イエメンのイマーム）の支配を受けたが、16世紀に土着のカスィーリー王国が起こった。19世紀にはさらにクアイティー王国が起こり、ハドラマウト地方は両王国の支配地域に分かれて対立したが、まもなく両王国ともイギリスの保護を受け入れ、イギリス保護領のスルターン国となった。1935年1月にはフレヤ・スタークが、ムカッラーからワーディー・ドアーンのハジャライン、サイウーンやタリームを踏破している。1936年から1937年にかけてイギリスの探検家ジョン・フィルビーが一帯を探査して、古代の主邑シャブワにも到達している。1967年、南イエメンが独立するとその一部になり、1990年の南北イエメン統合後はハドラマウト県（governorate, محافظة）になっている。

## 住民
ハドラマウトは歴史的にインドや東南アジア、東アフリカなどへの移民を多く生み出している地域でもある。ハドラマウト出身者やその子孫達は「ハドラミー」（ハドラミ人）と呼ばれ、独自のネットワークを形成している。現在でも故郷であるハドラマウトと移住先の移民社会の間には人的・物的を含めた様々な交流があり、このようなハドラミーのネットワークは環インド洋諸地域において大きな影響力を与える存在になっている。

## 主な町
- 沿岸部：ムカッラー（al-Mukalla, المكلا）、シフル（英語版）（al-Shihr, الشحر）
- 内陸部：サイウーン（Say'un, سيئون）、タリーム（英語版）（Tarim, تريم）、シバーム（Shibam, شبام）